# Podhyb
Podhyb – część wsi Domaradz w Polsce, położony w województwie podkarpackim, w powiecie brzozowskim, w gminie Domaradz.
Wchodzi w skład sołectwa Domaradz.
W latach 1975–1998 przysiółek należał administracyjnie do województwa krośnieńskiego.